# Леонид (Жвания)
Епи́скоп Леони́д (груз. ეპისკოპოსი ლეონიდე, в миру Лаврентий Тимофеевич Жвания, груз. ლავრენტი ტიმოთეს ძე ჟვანია; 1 (13) декабря 1885, с. Леджике, Зугдидский уезд, Кутаисская губерния — 14 декабря 1964, Сухуми, Абхазская АССР) — епископ Грузинской православной церкви, епископ Сухумский и Абхазский.

## Биография
Родился 1 декабря 1885 года в селе Леджике Зугдидского уезда, в священнической семье с дворянскими корнями. Его прадед Учана, дед Иоанн и отец Тимофей были священниками. Брат его отца Киприан также был священником, а второй брат Дионисий — протодиаконом.
Начальное образование Лаврентий Жвания получил в Мингрельском духовном училище города Ново-Сенаки, которое окончил 1903 году и в том же году поступил в Ставропольскую духовную семинарию, по окончании которой в 1907 году поступил на юридический факультет Харьковского Императорского Университета.

### Юрист
По окончании университета в 1911 году Лаврентий Жвания поступил на службу в Кутаисский окружной суд младшим кандидатом на судебные должности. В 1913 году, после сдачи практических испытаний, ему было присвоено звание старшего кандидата на судебные должности.
С 1913 по 1919 год Лаврентий Тимофеевич занимал должности судьи и следователя в разных участках судебного округа, а в 1920 году состоял членом Кутаисского окружного суда и по совместительству занимал должность учителя в частной коллегиальной гимназии, где преподавал уроки по логике, психологии и законоведению вплоть до мая 1921 года.
В июне 1921 года назначен народным судьёй города Кутаиси.
С августа того же года назначен следователем-докладчиком Ревтрибунала Западной Грузии, а затем старшим следователем вновь образованного Кутаисского Окружного Суда.
В 1926 году приказом Окружного Суда назначен помощником прокурора округа.
После реорганизации Окружного Суда в 1927 году назначен вторым уездным прокурором города Ново-Сенаки. Однако согласно личной просьбе, основанной на состоянии здоровья и семейных обстоятельствах, в том же году был освобождён от занимаемой должности и назначен юрисконсультом Зугдидского уездного исполкома и одновременно стал членом коллегии адвокатов с правом частной практики.
В 1930 году переведён в город Кутаиси, где состоял членом общества адвокатов по юридическим консультациям.
По совместительству он систематически занимал должности юрисконсульта в разных учреждениях вплоть до выхода в отставку в октябре 1956 года. За период сорокапятилетней гражданской службы (с 1911 по 1956 год) он не был замечен ни в чём предосудительном и не имел никаких взысканий.

### Епископ
22 января 1957 года решением Священного Синода Грузинской православной церкви под председательством католикоса-патриарха всея Грузии Мелхиседека III избран епископом Сухумо-Абхазской епархии.
1 февраля 1957 года в Соборе Александра Невского в Тбилиси епископом Степанованским Зиновием (Мажугой) пострижен в монашество с именем Леонид.
3 февраля того же года в Сионском Успенском Кафедральном Соборе рукоположён в сан иеродиакона.
4 февраля того же года в Дидубской церкви католикосом-патриархом Мелхиседеком III рукоположён в сан иеромонаха.
15 февраля 1957 года в Сионском Кафедральном Соборе в праздник Сретения Господня иеромонах Леонид хиротонисан во епископа Сухумо-Абхазского. Хиротонию возглавил католикос-патриарх Мелхиседек III.
С 1958 по 1959 год епископ Леонид исполнял обязанность уполномоченного Синода при католикосе-патриархе всея Грузии.
По воспоминаниям архимандрита Рафаила (Карелина) отличался твёрдым, но справедливым характером. Умел наказывать, но охотно прощал, когда человек, не оправдываясь, признавал свою вину. В годы хрущевских гонений не раз вставал вопрос о закрытии сухумского кафедрального собора, но епископ Леонид мужественно отстаивал права Церкви. Неоднократно он обращался в правительство с официальными протестами по поводу несоответствия с Конституцией новых законодательных актов в отношении Церкви. Он был одним из тех грузинских иерархов, благодаря которым в 60-е годы, во времена гонений, храмы в Грузии не были закрыты. Узнав, что один из священников его епархии впал в блуд, епископ Леонид тотчас отстранил священника от служения и запретил ему даже входить в алтарь. Священникам кафедрального собора он сказал: «С этим человеком нельзя причащаться из одной Чаши; если я допущу его до священнодействия, то сделаюсь перед Богом соучастником его греха. Епископ — страж Церкви и не должен допустить осквернения алтаря». Вскоре этот человек выехал из Сухуми не то на Урал, не то в Сибирь, затем стало известно, что он снял сан, отрекся от Христа и занялся составлением атеистических статей для газет.
Скончался 14 декабря 1964 года в Сухуми от лейкемии.
Панихиду и отпевание совершал в Сухуми епископ Батумский и Шемокмедельский Илия (Шиолашвили). 20 декабря на похоронах поминальным словом выступали католикос-патриарх Ефрем II, митрополит Давид (Девдариани), епископ Наум (Шавианидзе). Погребение покойного архиерея было совершено перед амвоном в церкви святого Георгия Победоносца в городе Кутаиси.

## Награды
- Медаль «В память 300-летия царствования дома Романовых» (1913)
- Медаль «За доблестный труд в Великой Отечественной войне 1941—1945 гг.»
- Орден «Святой Равнопостальной Нины»
- Право ношения креста на Клобуке (1958)
- Крест и панагия от Предстоятеля Элладской православно церкви